# Stufenzinsanleihe
Stufenzinsanleihen (englisch stepped coupon bonds) sind Anleihen mit fest vereinbartem ansteigenden Zins. Der Zinssatz steigt an zuvor ausgemachten Zeitpunkten (normalerweise jährlich) an. Somit steht schon von Anfang an fest, welche Zinsen über die gesamte Laufzeit fällig werden.

## Weblink
- Stufenzinsanleihe bei wirtschaftslexikon.gabler.de. Abgerufen am 24. April 2013